# Сеги-2 тема
Те́ма Сеги-2 — тема в шаховій композиції в двоходівці. Суть теми — розв'язана першим ходом чорна фігура отримує можливість оголошувати шахи білому королю. Крім цього в варіантах повинно проходити розв'язування і включення білих фігур.

## Історія
Ідею запропонував в першій половині ХХ століття угорський шаховий композитор Іожеф Сеги.
В початковій позиції задачі чорна фігура зв'язана і білі вступним ходом розв'язують цю чорну фігуру. В захистах тематична чорна розв'язана фігура оголошує шахи білому королю, але обов'язково привносить посилення в стан (позицію) білих — розв'язування білої фігури, включення.
Ідея дістала назву  — тема Сеги-2, оскільки є ще й інша ідея Іожефа Сеги, яка має назву — тема Сеги-1.
|   | a | b | c | d | e | f | g | h |   |
| 8 | f7 білий король · g7 білий пішак · d6 білий ферзь · g6 чорний пішак · h6 білий слон · a5 чорний кінь · c5 чорний пішак · d5 білий кінь · f5 білий слон · h5 чорний пішак · a4 біла тура · c4 чорний ферзь · d4 чорний король · f4 чорний кінь · h4 біла тура · a3 чорна тура · b3 чорний пішак · d3 чорний пішак · f3 чорна тура · h3 чорний пішак · b2 білий пішак · d2 білий кінь · e2 чорний пішак · h1 чорний слон | f7 білий король · g7 білий пішак · d6 білий ферзь · g6 чорний пішак · h6 білий слон · a5 чорний кінь · c5 чорний пішак · d5 білий кінь · f5 білий слон · h5 чорний пішак · a4 біла тура · c4 чорний ферзь · d4 чорний король · f4 чорний кінь · h4 біла тура · a3 чорна тура · b3 чорний пішак · d3 чорний пішак · f3 чорна тура · h3 чорний пішак · b2 білий пішак · d2 білий кінь · e2 чорний пішак · h1 чорний слон | f7 білий король · g7 білий пішак · d6 білий ферзь · g6 чорний пішак · h6 білий слон · a5 чорний кінь · c5 чорний пішак · d5 білий кінь · f5 білий слон · h5 чорний пішак · a4 біла тура · c4 чорний ферзь · d4 чорний король · f4 чорний кінь · h4 біла тура · a3 чорна тура · b3 чорний пішак · d3 чорний пішак · f3 чорна тура · h3 чорний пішак · b2 білий пішак · d2 білий кінь · e2 чорний пішак · h1 чорний слон | f7 білий король · g7 білий пішак · d6 білий ферзь · g6 чорний пішак · h6 білий слон · a5 чорний кінь · c5 чорний пішак · d5 білий кінь · f5 білий слон · h5 чорний пішак · a4 біла тура · c4 чорний ферзь · d4 чорний король · f4 чорний кінь · h4 біла тура · a3 чорна тура · b3 чорний пішак · d3 чорний пішак · f3 чорна тура · h3 чорний пішак · b2 білий пішак · d2 білий кінь · e2 чорний пішак · h1 чорний слон | f7 білий король · g7 білий пішак · d6 білий ферзь · g6 чорний пішак · h6 білий слон · a5 чорний кінь · c5 чорний пішак · d5 білий кінь · f5 білий слон · h5 чорний пішак · a4 біла тура · c4 чорний ферзь · d4 чорний король · f4 чорний кінь · h4 біла тура · a3 чорна тура · b3 чорний пішак · d3 чорний пішак · f3 чорна тура · h3 чорний пішак · b2 білий пішак · d2 білий кінь · e2 чорний пішак · h1 чорний слон | f7 білий король · g7 білий пішак · d6 білий ферзь · g6 чорний пішак · h6 білий слон · a5 чорний кінь · c5 чорний пішак · d5 білий кінь · f5 білий слон · h5 чорний пішак · a4 біла тура · c4 чорний ферзь · d4 чорний король · f4 чорний кінь · h4 біла тура · a3 чорна тура · b3 чорний пішак · d3 чорний пішак · f3 чорна тура · h3 чорний пішак · b2 білий пішак · d2 білий кінь · e2 чорний пішак · h1 чорний слон | f7 білий король · g7 білий пішак · d6 білий ферзь · g6 чорний пішак · h6 білий слон · a5 чорний кінь · c5 чорний пішак · d5 білий кінь · f5 білий слон · h5 чорний пішак · a4 біла тура · c4 чорний ферзь · d4 чорний король · f4 чорний кінь · h4 біла тура · a3 чорна тура · b3 чорний пішак · d3 чорний пішак · f3 чорна тура · h3 чорний пішак · b2 білий пішак · d2 білий кінь · e2 чорний пішак · h1 чорний слон | f7 білий король · g7 білий пішак · d6 білий ферзь · g6 чорний пішак · h6 білий слон · a5 чорний кінь · c5 чорний пішак · d5 білий кінь · f5 білий слон · h5 чорний пішак · a4 біла тура · c4 чорний ферзь · d4 чорний король · f4 чорний кінь · h4 біла тура · a3 чорна тура · b3 чорний пішак · d3 чорний пішак · f3 чорна тура · h3 чорний пішак · b2 білий пішак · d2 білий кінь · e2 чорний пішак · h1 чорний слон | 8 |
| 7 | f7 білий король · g7 білий пішак · d6 білий ферзь · g6 чорний пішак · h6 білий слон · a5 чорний кінь · c5 чорний пішак · d5 білий кінь · f5 білий слон · h5 чорний пішак · a4 біла тура · c4 чорний ферзь · d4 чорний король · f4 чорний кінь · h4 біла тура · a3 чорна тура · b3 чорний пішак · d3 чорний пішак · f3 чорна тура · h3 чорний пішак · b2 білий пішак · d2 білий кінь · e2 чорний пішак · h1 чорний слон | f7 білий король · g7 білий пішак · d6 білий ферзь · g6 чорний пішак · h6 білий слон · a5 чорний кінь · c5 чорний пішак · d5 білий кінь · f5 білий слон · h5 чорний пішак · a4 біла тура · c4 чорний ферзь · d4 чорний король · f4 чорний кінь · h4 біла тура · a3 чорна тура · b3 чорний пішак · d3 чорний пішак · f3 чорна тура · h3 чорний пішак · b2 білий пішак · d2 білий кінь · e2 чорний пішак · h1 чорний слон | f7 білий король · g7 білий пішак · d6 білий ферзь · g6 чорний пішак · h6 білий слон · a5 чорний кінь · c5 чорний пішак · d5 білий кінь · f5 білий слон · h5 чорний пішак · a4 біла тура · c4 чорний ферзь · d4 чорний король · f4 чорний кінь · h4 біла тура · a3 чорна тура · b3 чорний пішак · d3 чорний пішак · f3 чорна тура · h3 чорний пішак · b2 білий пішак · d2 білий кінь · e2 чорний пішак · h1 чорний слон | f7 білий король · g7 білий пішак · d6 білий ферзь · g6 чорний пішак · h6 білий слон · a5 чорний кінь · c5 чорний пішак · d5 білий кінь · f5 білий слон · h5 чорний пішак · a4 біла тура · c4 чорний ферзь · d4 чорний король · f4 чорний кінь · h4 біла тура · a3 чорна тура · b3 чорний пішак · d3 чорний пішак · f3 чорна тура · h3 чорний пішак · b2 білий пішак · d2 білий кінь · e2 чорний пішак · h1 чорний слон | f7 білий король · g7 білий пішак · d6 білий ферзь · g6 чорний пішак · h6 білий слон · a5 чорний кінь · c5 чорний пішак · d5 білий кінь · f5 білий слон · h5 чорний пішак · a4 біла тура · c4 чорний ферзь · d4 чорний король · f4 чорний кінь · h4 біла тура · a3 чорна тура · b3 чорний пішак · d3 чорний пішак · f3 чорна тура · h3 чорний пішак · b2 білий пішак · d2 білий кінь · e2 чорний пішак · h1 чорний слон | f7 білий король · g7 білий пішак · d6 білий ферзь · g6 чорний пішак · h6 білий слон · a5 чорний кінь · c5 чорний пішак · d5 білий кінь · f5 білий слон · h5 чорний пішак · a4 біла тура · c4 чорний ферзь · d4 чорний король · f4 чорний кінь · h4 біла тура · a3 чорна тура · b3 чорний пішак · d3 чорний пішак · f3 чорна тура · h3 чорний пішак · b2 білий пішак · d2 білий кінь · e2 чорний пішак · h1 чорний слон | f7 білий король · g7 білий пішак · d6 білий ферзь · g6 чорний пішак · h6 білий слон · a5 чорний кінь · c5 чорний пішак · d5 білий кінь · f5 білий слон · h5 чорний пішак · a4 біла тура · c4 чорний ферзь · d4 чорний король · f4 чорний кінь · h4 біла тура · a3 чорна тура · b3 чорний пішак · d3 чорний пішак · f3 чорна тура · h3 чорний пішак · b2 білий пішак · d2 білий кінь · e2 чорний пішак · h1 чорний слон | f7 білий король · g7 білий пішак · d6 білий ферзь · g6 чорний пішак · h6 білий слон · a5 чорний кінь · c5 чорний пішак · d5 білий кінь · f5 білий слон · h5 чорний пішак · a4 біла тура · c4 чорний ферзь · d4 чорний король · f4 чорний кінь · h4 біла тура · a3 чорна тура · b3 чорний пішак · d3 чорний пішак · f3 чорна тура · h3 чорний пішак · b2 білий пішак · d2 білий кінь · e2 чорний пішак · h1 чорний слон | 7 |
| 6 | f7 білий король · g7 білий пішак · d6 білий ферзь · g6 чорний пішак · h6 білий слон · a5 чорний кінь · c5 чорний пішак · d5 білий кінь · f5 білий слон · h5 чорний пішак · a4 біла тура · c4 чорний ферзь · d4 чорний король · f4 чорний кінь · h4 біла тура · a3 чорна тура · b3 чорний пішак · d3 чорний пішак · f3 чорна тура · h3 чорний пішак · b2 білий пішак · d2 білий кінь · e2 чорний пішак · h1 чорний слон | f7 білий король · g7 білий пішак · d6 білий ферзь · g6 чорний пішак · h6 білий слон · a5 чорний кінь · c5 чорний пішак · d5 білий кінь · f5 білий слон · h5 чорний пішак · a4 біла тура · c4 чорний ферзь · d4 чорний король · f4 чорний кінь · h4 біла тура · a3 чорна тура · b3 чорний пішак · d3 чорний пішак · f3 чорна тура · h3 чорний пішак · b2 білий пішак · d2 білий кінь · e2 чорний пішак · h1 чорний слон | f7 білий король · g7 білий пішак · d6 білий ферзь · g6 чорний пішак · h6 білий слон · a5 чорний кінь · c5 чорний пішак · d5 білий кінь · f5 білий слон · h5 чорний пішак · a4 біла тура · c4 чорний ферзь · d4 чорний король · f4 чорний кінь · h4 біла тура · a3 чорна тура · b3 чорний пішак · d3 чорний пішак · f3 чорна тура · h3 чорний пішак · b2 білий пішак · d2 білий кінь · e2 чорний пішак · h1 чорний слон | f7 білий король · g7 білий пішак · d6 білий ферзь · g6 чорний пішак · h6 білий слон · a5 чорний кінь · c5 чорний пішак · d5 білий кінь · f5 білий слон · h5 чорний пішак · a4 біла тура · c4 чорний ферзь · d4 чорний король · f4 чорний кінь · h4 біла тура · a3 чорна тура · b3 чорний пішак · d3 чорний пішак · f3 чорна тура · h3 чорний пішак · b2 білий пішак · d2 білий кінь · e2 чорний пішак · h1 чорний слон | f7 білий король · g7 білий пішак · d6 білий ферзь · g6 чорний пішак · h6 білий слон · a5 чорний кінь · c5 чорний пішак · d5 білий кінь · f5 білий слон · h5 чорний пішак · a4 біла тура · c4 чорний ферзь · d4 чорний король · f4 чорний кінь · h4 біла тура · a3 чорна тура · b3 чорний пішак · d3 чорний пішак · f3 чорна тура · h3 чорний пішак · b2 білий пішак · d2 білий кінь · e2 чорний пішак · h1 чорний слон | f7 білий король · g7 білий пішак · d6 білий ферзь · g6 чорний пішак · h6 білий слон · a5 чорний кінь · c5 чорний пішак · d5 білий кінь · f5 білий слон · h5 чорний пішак · a4 біла тура · c4 чорний ферзь · d4 чорний король · f4 чорний кінь · h4 біла тура · a3 чорна тура · b3 чорний пішак · d3 чорний пішак · f3 чорна тура · h3 чорний пішак · b2 білий пішак · d2 білий кінь · e2 чорний пішак · h1 чорний слон | f7 білий король · g7 білий пішак · d6 білий ферзь · g6 чорний пішак · h6 білий слон · a5 чорний кінь · c5 чорний пішак · d5 білий кінь · f5 білий слон · h5 чорний пішак · a4 біла тура · c4 чорний ферзь · d4 чорний король · f4 чорний кінь · h4 біла тура · a3 чорна тура · b3 чорний пішак · d3 чорний пішак · f3 чорна тура · h3 чорний пішак · b2 білий пішак · d2 білий кінь · e2 чорний пішак · h1 чорний слон | f7 білий король · g7 білий пішак · d6 білий ферзь · g6 чорний пішак · h6 білий слон · a5 чорний кінь · c5 чорний пішак · d5 білий кінь · f5 білий слон · h5 чорний пішак · a4 біла тура · c4 чорний ферзь · d4 чорний король · f4 чорний кінь · h4 біла тура · a3 чорна тура · b3 чорний пішак · d3 чорний пішак · f3 чорна тура · h3 чорний пішак · b2 білий пішак · d2 білий кінь · e2 чорний пішак · h1 чорний слон | 6 |
| 5 | f7 білий король · g7 білий пішак · d6 білий ферзь · g6 чорний пішак · h6 білий слон · a5 чорний кінь · c5 чорний пішак · d5 білий кінь · f5 білий слон · h5 чорний пішак · a4 біла тура · c4 чорний ферзь · d4 чорний король · f4 чорний кінь · h4 біла тура · a3 чорна тура · b3 чорний пішак · d3 чорний пішак · f3 чорна тура · h3 чорний пішак · b2 білий пішак · d2 білий кінь · e2 чорний пішак · h1 чорний слон | f7 білий король · g7 білий пішак · d6 білий ферзь · g6 чорний пішак · h6 білий слон · a5 чорний кінь · c5 чорний пішак · d5 білий кінь · f5 білий слон · h5 чорний пішак · a4 біла тура · c4 чорний ферзь · d4 чорний король · f4 чорний кінь · h4 біла тура · a3 чорна тура · b3 чорний пішак · d3 чорний пішак · f3 чорна тура · h3 чорний пішак · b2 білий пішак · d2 білий кінь · e2 чорний пішак · h1 чорний слон | f7 білий король · g7 білий пішак · d6 білий ферзь · g6 чорний пішак · h6 білий слон · a5 чорний кінь · c5 чорний пішак · d5 білий кінь · f5 білий слон · h5 чорний пішак · a4 біла тура · c4 чорний ферзь · d4 чорний король · f4 чорний кінь · h4 біла тура · a3 чорна тура · b3 чорний пішак · d3 чорний пішак · f3 чорна тура · h3 чорний пішак · b2 білий пішак · d2 білий кінь · e2 чорний пішак · h1 чорний слон | f7 білий король · g7 білий пішак · d6 білий ферзь · g6 чорний пішак · h6 білий слон · a5 чорний кінь · c5 чорний пішак · d5 білий кінь · f5 білий слон · h5 чорний пішак · a4 біла тура · c4 чорний ферзь · d4 чорний король · f4 чорний кінь · h4 біла тура · a3 чорна тура · b3 чорний пішак · d3 чорний пішак · f3 чорна тура · h3 чорний пішак · b2 білий пішак · d2 білий кінь · e2 чорний пішак · h1 чорний слон | f7 білий король · g7 білий пішак · d6 білий ферзь · g6 чорний пішак · h6 білий слон · a5 чорний кінь · c5 чорний пішак · d5 білий кінь · f5 білий слон · h5 чорний пішак · a4 біла тура · c4 чорний ферзь · d4 чорний король · f4 чорний кінь · h4 біла тура · a3 чорна тура · b3 чорний пішак · d3 чорний пішак · f3 чорна тура · h3 чорний пішак · b2 білий пішак · d2 білий кінь · e2 чорний пішак · h1 чорний слон | f7 білий король · g7 білий пішак · d6 білий ферзь · g6 чорний пішак · h6 білий слон · a5 чорний кінь · c5 чорний пішак · d5 білий кінь · f5 білий слон · h5 чорний пішак · a4 біла тура · c4 чорний ферзь · d4 чорний король · f4 чорний кінь · h4 біла тура · a3 чорна тура · b3 чорний пішак · d3 чорний пішак · f3 чорна тура · h3 чорний пішак · b2 білий пішак · d2 білий кінь · e2 чорний пішак · h1 чорний слон | f7 білий король · g7 білий пішак · d6 білий ферзь · g6 чорний пішак · h6 білий слон · a5 чорний кінь · c5 чорний пішак · d5 білий кінь · f5 білий слон · h5 чорний пішак · a4 біла тура · c4 чорний ферзь · d4 чорний король · f4 чорний кінь · h4 біла тура · a3 чорна тура · b3 чорний пішак · d3 чорний пішак · f3 чорна тура · h3 чорний пішак · b2 білий пішак · d2 білий кінь · e2 чорний пішак · h1 чорний слон | f7 білий король · g7 білий пішак · d6 білий ферзь · g6 чорний пішак · h6 білий слон · a5 чорний кінь · c5 чорний пішак · d5 білий кінь · f5 білий слон · h5 чорний пішак · a4 біла тура · c4 чорний ферзь · d4 чорний король · f4 чорний кінь · h4 біла тура · a3 чорна тура · b3 чорний пішак · d3 чорний пішак · f3 чорна тура · h3 чорний пішак · b2 білий пішак · d2 білий кінь · e2 чорний пішак · h1 чорний слон | 5 |
| 4 | f7 білий король · g7 білий пішак · d6 білий ферзь · g6 чорний пішак · h6 білий слон · a5 чорний кінь · c5 чорний пішак · d5 білий кінь · f5 білий слон · h5 чорний пішак · a4 біла тура · c4 чорний ферзь · d4 чорний король · f4 чорний кінь · h4 біла тура · a3 чорна тура · b3 чорний пішак · d3 чорний пішак · f3 чорна тура · h3 чорний пішак · b2 білий пішак · d2 білий кінь · e2 чорний пішак · h1 чорний слон | f7 білий король · g7 білий пішак · d6 білий ферзь · g6 чорний пішак · h6 білий слон · a5 чорний кінь · c5 чорний пішак · d5 білий кінь · f5 білий слон · h5 чорний пішак · a4 біла тура · c4 чорний ферзь · d4 чорний король · f4 чорний кінь · h4 біла тура · a3 чорна тура · b3 чорний пішак · d3 чорний пішак · f3 чорна тура · h3 чорний пішак · b2 білий пішак · d2 білий кінь · e2 чорний пішак · h1 чорний слон | f7 білий король · g7 білий пішак · d6 білий ферзь · g6 чорний пішак · h6 білий слон · a5 чорний кінь · c5 чорний пішак · d5 білий кінь · f5 білий слон · h5 чорний пішак · a4 біла тура · c4 чорний ферзь · d4 чорний король · f4 чорний кінь · h4 біла тура · a3 чорна тура · b3 чорний пішак · d3 чорний пішак · f3 чорна тура · h3 чорний пішак · b2 білий пішак · d2 білий кінь · e2 чорний пішак · h1 чорний слон | f7 білий король · g7 білий пішак · d6 білий ферзь · g6 чорний пішак · h6 білий слон · a5 чорний кінь · c5 чорний пішак · d5 білий кінь · f5 білий слон · h5 чорний пішак · a4 біла тура · c4 чорний ферзь · d4 чорний король · f4 чорний кінь · h4 біла тура · a3 чорна тура · b3 чорний пішак · d3 чорний пішак · f3 чорна тура · h3 чорний пішак · b2 білий пішак · d2 білий кінь · e2 чорний пішак · h1 чорний слон | f7 білий король · g7 білий пішак · d6 білий ферзь · g6 чорний пішак · h6 білий слон · a5 чорний кінь · c5 чорний пішак · d5 білий кінь · f5 білий слон · h5 чорний пішак · a4 біла тура · c4 чорний ферзь · d4 чорний король · f4 чорний кінь · h4 біла тура · a3 чорна тура · b3 чорний пішак · d3 чорний пішак · f3 чорна тура · h3 чорний пішак · b2 білий пішак · d2 білий кінь · e2 чорний пішак · h1 чорний слон | f7 білий король · g7 білий пішак · d6 білий ферзь · g6 чорний пішак · h6 білий слон · a5 чорний кінь · c5 чорний пішак · d5 білий кінь · f5 білий слон · h5 чорний пішак · a4 біла тура · c4 чорний ферзь · d4 чорний король · f4 чорний кінь · h4 біла тура · a3 чорна тура · b3 чорний пішак · d3 чорний пішак · f3 чорна тура · h3 чорний пішак · b2 білий пішак · d2 білий кінь · e2 чорний пішак · h1 чорний слон | f7 білий король · g7 білий пішак · d6 білий ферзь · g6 чорний пішак · h6 білий слон · a5 чорний кінь · c5 чорний пішак · d5 білий кінь · f5 білий слон · h5 чорний пішак · a4 біла тура · c4 чорний ферзь · d4 чорний король · f4 чорний кінь · h4 біла тура · a3 чорна тура · b3 чорний пішак · d3 чорний пішак · f3 чорна тура · h3 чорний пішак · b2 білий пішак · d2 білий кінь · e2 чорний пішак · h1 чорний слон | f7 білий король · g7 білий пішак · d6 білий ферзь · g6 чорний пішак · h6 білий слон · a5 чорний кінь · c5 чорний пішак · d5 білий кінь · f5 білий слон · h5 чорний пішак · a4 біла тура · c4 чорний ферзь · d4 чорний король · f4 чорний кінь · h4 біла тура · a3 чорна тура · b3 чорний пішак · d3 чорний пішак · f3 чорна тура · h3 чорний пішак · b2 білий пішак · d2 білий кінь · e2 чорний пішак · h1 чорний слон | 4 |
| 3 | f7 білий король · g7 білий пішак · d6 білий ферзь · g6 чорний пішак · h6 білий слон · a5 чорний кінь · c5 чорний пішак · d5 білий кінь · f5 білий слон · h5 чорний пішак · a4 біла тура · c4 чорний ферзь · d4 чорний король · f4 чорний кінь · h4 біла тура · a3 чорна тура · b3 чорний пішак · d3 чорний пішак · f3 чорна тура · h3 чорний пішак · b2 білий пішак · d2 білий кінь · e2 чорний пішак · h1 чорний слон | f7 білий король · g7 білий пішак · d6 білий ферзь · g6 чорний пішак · h6 білий слон · a5 чорний кінь · c5 чорний пішак · d5 білий кінь · f5 білий слон · h5 чорний пішак · a4 біла тура · c4 чорний ферзь · d4 чорний король · f4 чорний кінь · h4 біла тура · a3 чорна тура · b3 чорний пішак · d3 чорний пішак · f3 чорна тура · h3 чорний пішак · b2 білий пішак · d2 білий кінь · e2 чорний пішак · h1 чорний слон | f7 білий король · g7 білий пішак · d6 білий ферзь · g6 чорний пішак · h6 білий слон · a5 чорний кінь · c5 чорний пішак · d5 білий кінь · f5 білий слон · h5 чорний пішак · a4 біла тура · c4 чорний ферзь · d4 чорний король · f4 чорний кінь · h4 біла тура · a3 чорна тура · b3 чорний пішак · d3 чорний пішак · f3 чорна тура · h3 чорний пішак · b2 білий пішак · d2 білий кінь · e2 чорний пішак · h1 чорний слон | f7 білий король · g7 білий пішак · d6 білий ферзь · g6 чорний пішак · h6 білий слон · a5 чорний кінь · c5 чорний пішак · d5 білий кінь · f5 білий слон · h5 чорний пішак · a4 біла тура · c4 чорний ферзь · d4 чорний король · f4 чорний кінь · h4 біла тура · a3 чорна тура · b3 чорний пішак · d3 чорний пішак · f3 чорна тура · h3 чорний пішак · b2 білий пішак · d2 білий кінь · e2 чорний пішак · h1 чорний слон | f7 білий король · g7 білий пішак · d6 білий ферзь · g6 чорний пішак · h6 білий слон · a5 чорний кінь · c5 чорний пішак · d5 білий кінь · f5 білий слон · h5 чорний пішак · a4 біла тура · c4 чорний ферзь · d4 чорний король · f4 чорний кінь · h4 біла тура · a3 чорна тура · b3 чорний пішак · d3 чорний пішак · f3 чорна тура · h3 чорний пішак · b2 білий пішак · d2 білий кінь · e2 чорний пішак · h1 чорний слон | f7 білий король · g7 білий пішак · d6 білий ферзь · g6 чорний пішак · h6 білий слон · a5 чорний кінь · c5 чорний пішак · d5 білий кінь · f5 білий слон · h5 чорний пішак · a4 біла тура · c4 чорний ферзь · d4 чорний король · f4 чорний кінь · h4 біла тура · a3 чорна тура · b3 чорний пішак · d3 чорний пішак · f3 чорна тура · h3 чорний пішак · b2 білий пішак · d2 білий кінь · e2 чорний пішак · h1 чорний слон | f7 білий король · g7 білий пішак · d6 білий ферзь · g6 чорний пішак · h6 білий слон · a5 чорний кінь · c5 чорний пішак · d5 білий кінь · f5 білий слон · h5 чорний пішак · a4 біла тура · c4 чорний ферзь · d4 чорний король · f4 чорний кінь · h4 біла тура · a3 чорна тура · b3 чорний пішак · d3 чорний пішак · f3 чорна тура · h3 чорний пішак · b2 білий пішак · d2 білий кінь · e2 чорний пішак · h1 чорний слон | f7 білий король · g7 білий пішак · d6 білий ферзь · g6 чорний пішак · h6 білий слон · a5 чорний кінь · c5 чорний пішак · d5 білий кінь · f5 білий слон · h5 чорний пішак · a4 біла тура · c4 чорний ферзь · d4 чорний король · f4 чорний кінь · h4 біла тура · a3 чорна тура · b3 чорний пішак · d3 чорний пішак · f3 чорна тура · h3 чорний пішак · b2 білий пішак · d2 білий кінь · e2 чорний пішак · h1 чорний слон | 3 |
| 2 | f7 білий король · g7 білий пішак · d6 білий ферзь · g6 чорний пішак · h6 білий слон · a5 чорний кінь · c5 чорний пішак · d5 білий кінь · f5 білий слон · h5 чорний пішак · a4 біла тура · c4 чорний ферзь · d4 чорний король · f4 чорний кінь · h4 біла тура · a3 чорна тура · b3 чорний пішак · d3 чорний пішак · f3 чорна тура · h3 чорний пішак · b2 білий пішак · d2 білий кінь · e2 чорний пішак · h1 чорний слон | f7 білий король · g7 білий пішак · d6 білий ферзь · g6 чорний пішак · h6 білий слон · a5 чорний кінь · c5 чорний пішак · d5 білий кінь · f5 білий слон · h5 чорний пішак · a4 біла тура · c4 чорний ферзь · d4 чорний король · f4 чорний кінь · h4 біла тура · a3 чорна тура · b3 чорний пішак · d3 чорний пішак · f3 чорна тура · h3 чорний пішак · b2 білий пішак · d2 білий кінь · e2 чорний пішак · h1 чорний слон | f7 білий король · g7 білий пішак · d6 білий ферзь · g6 чорний пішак · h6 білий слон · a5 чорний кінь · c5 чорний пішак · d5 білий кінь · f5 білий слон · h5 чорний пішак · a4 біла тура · c4 чорний ферзь · d4 чорний король · f4 чорний кінь · h4 біла тура · a3 чорна тура · b3 чорний пішак · d3 чорний пішак · f3 чорна тура · h3 чорний пішак · b2 білий пішак · d2 білий кінь · e2 чорний пішак · h1 чорний слон | f7 білий король · g7 білий пішак · d6 білий ферзь · g6 чорний пішак · h6 білий слон · a5 чорний кінь · c5 чорний пішак · d5 білий кінь · f5 білий слон · h5 чорний пішак · a4 біла тура · c4 чорний ферзь · d4 чорний король · f4 чорний кінь · h4 біла тура · a3 чорна тура · b3 чорний пішак · d3 чорний пішак · f3 чорна тура · h3 чорний пішак · b2 білий пішак · d2 білий кінь · e2 чорний пішак · h1 чорний слон | f7 білий король · g7 білий пішак · d6 білий ферзь · g6 чорний пішак · h6 білий слон · a5 чорний кінь · c5 чорний пішак · d5 білий кінь · f5 білий слон · h5 чорний пішак · a4 біла тура · c4 чорний ферзь · d4 чорний король · f4 чорний кінь · h4 біла тура · a3 чорна тура · b3 чорний пішак · d3 чорний пішак · f3 чорна тура · h3 чорний пішак · b2 білий пішак · d2 білий кінь · e2 чорний пішак · h1 чорний слон | f7 білий король · g7 білий пішак · d6 білий ферзь · g6 чорний пішак · h6 білий слон · a5 чорний кінь · c5 чорний пішак · d5 білий кінь · f5 білий слон · h5 чорний пішак · a4 біла тура · c4 чорний ферзь · d4 чорний король · f4 чорний кінь · h4 біла тура · a3 чорна тура · b3 чорний пішак · d3 чорний пішак · f3 чорна тура · h3 чорний пішак · b2 білий пішак · d2 білий кінь · e2 чорний пішак · h1 чорний слон | f7 білий король · g7 білий пішак · d6 білий ферзь · g6 чорний пішак · h6 білий слон · a5 чорний кінь · c5 чорний пішак · d5 білий кінь · f5 білий слон · h5 чорний пішак · a4 біла тура · c4 чорний ферзь · d4 чорний король · f4 чорний кінь · h4 біла тура · a3 чорна тура · b3 чорний пішак · d3 чорний пішак · f3 чорна тура · h3 чорний пішак · b2 білий пішак · d2 білий кінь · e2 чорний пішак · h1 чорний слон | f7 білий король · g7 білий пішак · d6 білий ферзь · g6 чорний пішак · h6 білий слон · a5 чорний кінь · c5 чорний пішак · d5 білий кінь · f5 білий слон · h5 чорний пішак · a4 біла тура · c4 чорний ферзь · d4 чорний король · f4 чорний кінь · h4 біла тура · a3 чорна тура · b3 чорний пішак · d3 чорний пішак · f3 чорна тура · h3 чорний пішак · b2 білий пішак · d2 білий кінь · e2 чорний пішак · h1 чорний слон | 2 |
| 1 | f7 білий король · g7 білий пішак · d6 білий ферзь · g6 чорний пішак · h6 білий слон · a5 чорний кінь · c5 чорний пішак · d5 білий кінь · f5 білий слон · h5 чорний пішак · a4 біла тура · c4 чорний ферзь · d4 чорний король · f4 чорний кінь · h4 біла тура · a3 чорна тура · b3 чорний пішак · d3 чорний пішак · f3 чорна тура · h3 чорний пішак · b2 білий пішак · d2 білий кінь · e2 чорний пішак · h1 чорний слон | f7 білий король · g7 білий пішак · d6 білий ферзь · g6 чорний пішак · h6 білий слон · a5 чорний кінь · c5 чорний пішак · d5 білий кінь · f5 білий слон · h5 чорний пішак · a4 біла тура · c4 чорний ферзь · d4 чорний король · f4 чорний кінь · h4 біла тура · a3 чорна тура · b3 чорний пішак · d3 чорний пішак · f3 чорна тура · h3 чорний пішак · b2 білий пішак · d2 білий кінь · e2 чорний пішак · h1 чорний слон | f7 білий король · g7 білий пішак · d6 білий ферзь · g6 чорний пішак · h6 білий слон · a5 чорний кінь · c5 чорний пішак · d5 білий кінь · f5 білий слон · h5 чорний пішак · a4 біла тура · c4 чорний ферзь · d4 чорний король · f4 чорний кінь · h4 біла тура · a3 чорна тура · b3 чорний пішак · d3 чорний пішак · f3 чорна тура · h3 чорний пішак · b2 білий пішак · d2 білий кінь · e2 чорний пішак · h1 чорний слон | f7 білий король · g7 білий пішак · d6 білий ферзь · g6 чорний пішак · h6 білий слон · a5 чорний кінь · c5 чорний пішак · d5 білий кінь · f5 білий слон · h5 чорний пішак · a4 біла тура · c4 чорний ферзь · d4 чорний король · f4 чорний кінь · h4 біла тура · a3 чорна тура · b3 чорний пішак · d3 чорний пішак · f3 чорна тура · h3 чорний пішак · b2 білий пішак · d2 білий кінь · e2 чорний пішак · h1 чорний слон | f7 білий король · g7 білий пішак · d6 білий ферзь · g6 чорний пішак · h6 білий слон · a5 чорний кінь · c5 чорний пішак · d5 білий кінь · f5 білий слон · h5 чорний пішак · a4 біла тура · c4 чорний ферзь · d4 чорний король · f4 чорний кінь · h4 біла тура · a3 чорна тура · b3 чорний пішак · d3 чорний пішак · f3 чорна тура · h3 чорний пішак · b2 білий пішак · d2 білий кінь · e2 чорний пішак · h1 чорний слон | f7 білий король · g7 білий пішак · d6 білий ферзь · g6 чорний пішак · h6 білий слон · a5 чорний кінь · c5 чорний пішак · d5 білий кінь · f5 білий слон · h5 чорний пішак · a4 біла тура · c4 чорний ферзь · d4 чорний король · f4 чорний кінь · h4 біла тура · a3 чорна тура · b3 чорний пішак · d3 чорний пішак · f3 чорна тура · h3 чорний пішак · b2 білий пішак · d2 білий кінь · e2 чорний пішак · h1 чорний слон | f7 білий король · g7 білий пішак · d6 білий ферзь · g6 чорний пішак · h6 білий слон · a5 чорний кінь · c5 чорний пішак · d5 білий кінь · f5 білий слон · h5 чорний пішак · a4 біла тура · c4 чорний ферзь · d4 чорний король · f4 чорний кінь · h4 біла тура · a3 чорна тура · b3 чорний пішак · d3 чорний пішак · f3 чорна тура · h3 чорний пішак · b2 білий пішак · d2 білий кінь · e2 чорний пішак · h1 чорний слон | f7 білий король · g7 білий пішак · d6 білий ферзь · g6 чорний пішак · h6 білий слон · a5 чорний кінь · c5 чорний пішак · d5 білий кінь · f5 білий слон · h5 чорний пішак · a4 біла тура · c4 чорний ферзь · d4 чорний король · f4 чорний кінь · h4 біла тура · a3 чорна тура · b3 чорний пішак · d3 чорний пішак · f3 чорна тура · h3 чорний пішак · b2 білий пішак · d2 білий кінь · e2 чорний пішак · h1 чорний слон | 1 |
|   | a | b | c | d | e | f | g | h |   |

1. Le4! ~ 2. Df6#
1. ... Se6+  2. Sf6 #
1. ... S:d5+ 2. L:f3#
1. ... Sg2+  2. S:f3#